# Abaitinga
Abaitinga (também conhecido como Taquaral) é um bairro rural (área urbana isolada) e foi um distrito do município brasileiro de São Miguel Arcanjo, que integra a Região Metropolitana de Sorocaba, no interior do estado de São Paulo.

## História

### Formação administrativa
- Distrito criado pela Lei n° 233 de 24/12/1948, com o povoado de Taquaral de Cima mais terras do distrito sede de São Miguel Arcanjo[2][3].
- Foi extinto pela Lei n° 2.456 de 30/12/1953, sendo suas terras incorporadas ao distrito sede[4].

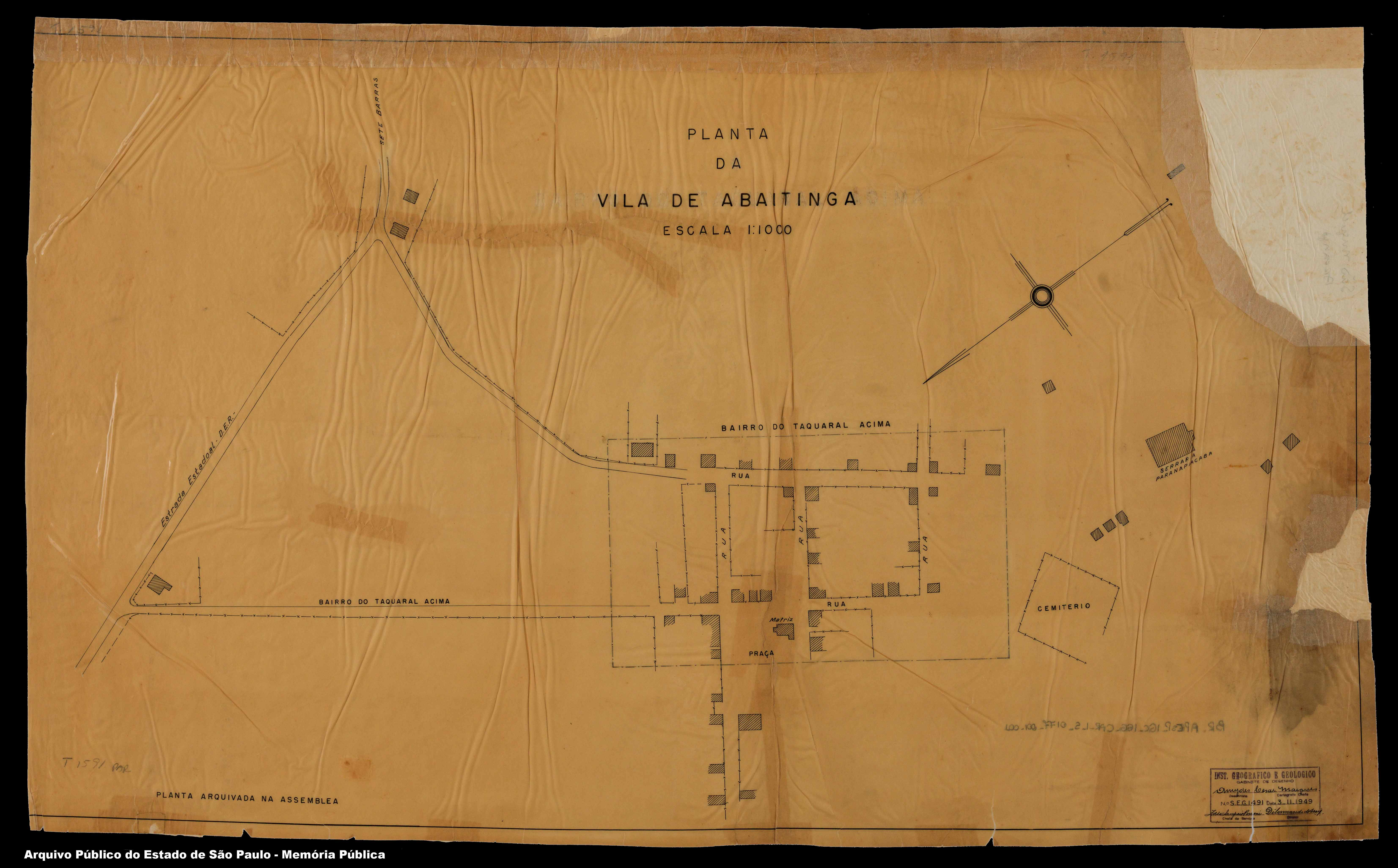
Planta da área urbana original.

## Geografia

### Demografia

#### População urbana
| Crescimento população urbana | Crescimento população urbana | Crescimento população urbana | Crescimento população urbana |
| Censo                        | Pop.                         |                              | %±                           |
| ---------------------------- | ---------------------------- | ---------------------------- | ---------------------------- |
| 1950                         | 258                          |                              | —                            |
| 1991                         | 410                          |                              | —                            |
| 2000                         | 548                          |                              | 33,7%                        |
| 2010                         | 900                          |                              | 64,2%                        |
| Fonte: IBGE e Fundação SEADE |                              |                              |                              |

Pelo Censo de 1950, o único no qual o bairro de Abaitinga era distrito, a população total era de 845 habitantes, e a população urbana era de 258 habitantes.
Até o Censo 2010 (IBGE) Abaitinga era classificado pelo IBGE como área urbana isolada do distrito sede.

### Rodovias
O principal acesso ao bairro é a Rodovia Nequinho Fogaça (SP-139).

## Serviços públicos

### Registro civil
Atualmente é feito na sede do município, pois o Cartório de Registro Civil das Pessoas Naturais foi extinto pela Lei n° 2.456 de 30/12/1953, e seu acervo foi recolhido ao cartório do distrito sede..

### Saneamento
O serviço de abastecimento de água é feito pela Companhia de Saneamento Básico do Estado de São Paulo (SABESP).

### Energia
A responsável pelo abastecimento de energia elétrica é a CPFL Santa Cruz (antiga CPFL Sul Paulista), distribuidora do grupo CPFL Energia.

## Religião
O Cristianismo se faz presente no bairro da seguinte forma:

### Igreja Católica
- A igreja faz parte da Diocese de Itapetininga[14].

### Igrejas Evangélicas
- Congregação Cristã no Brasil[15].